# Milorad Ratković
Milorad Ratković (Zenica, 15 ottobre 1964) è un ex calciatore jugoslavo, di ruolo centrocampista.

## Palmarès

### Club

#### Competizioni nazionali
- Campionato jugoslavo: 1

Stella Rossa: 1991-1992

#### Competizioni internazionali
- Coppa Intercontinentale: 1

Stella Rossa: 1991